# بيتر رو
بيتر رو هو لاعب كرة قدم كندي في مركز الهجوم، ولد في 23 سبتمبر 1955 في مانشستر في المملكة المتحدة. شارك مع منتخب كندا تحت 20 سنة لكرة القدم ومنتخب كندا لكرة القدم. أما مع النوادي، فقد لعب مع تامبا باي راوديز.

## وصلات خارجية
- بيتر رو على موقع ناشيونال فوتبول تيمز (الإنجليزية)
- بيتر رو على موقع عالم كرة القدم.نت (الإنجليزية)
- بيتر رو على موقع اللجنة الأولمبية الدولية (الإنجليزية)
- بيتر رو على موقع أوليمبيديا (الإنجليزية)
- بيتر رو على موقع اللجنة الأولمبية الكندية (الإنجليزية)